# Montigny (Seine-Maritime)
Montigny település Franciaországban, Seine-Maritime megyében. Lakosainak száma 1281 fő (2022. január 1.). Montigny Canteleu, Hénouville, Saint-Martin-de-Boscherville és La Vaupalière községekkel határos.

## Népesség
A település népességének változása:
| Lakosok száma | 1113 | 1150 | 1212 | 1240 | 1252 | 1271 | 1288 | 1285 | 1281 |
|               | 2013 | 2015 | 2016 | 2017 | 2018 | 2019 | 2020 | 2021 | 2022 |